# Leptobrachium montanum
Leptobrachium montanum là một loài lưỡng cư thuộc họ Megophryidae.
Loài này có ở Indonesia, Malaysia và Brunei.
Môi trường sống tự nhiên của chúng là rừng ẩm vùng đất thấp nhiệt đới hoặc cận nhiệt đới, montanes, và sông ngòi.
Chúng hiện đang bị đe dọa vì mất môi trường sống.

## Hình ảnh

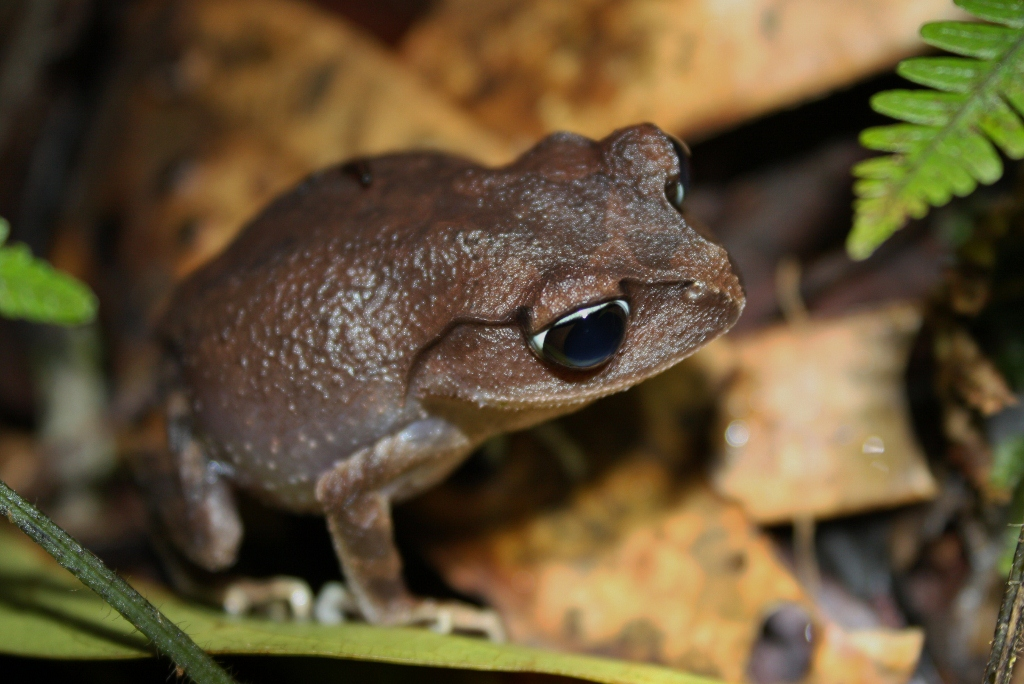
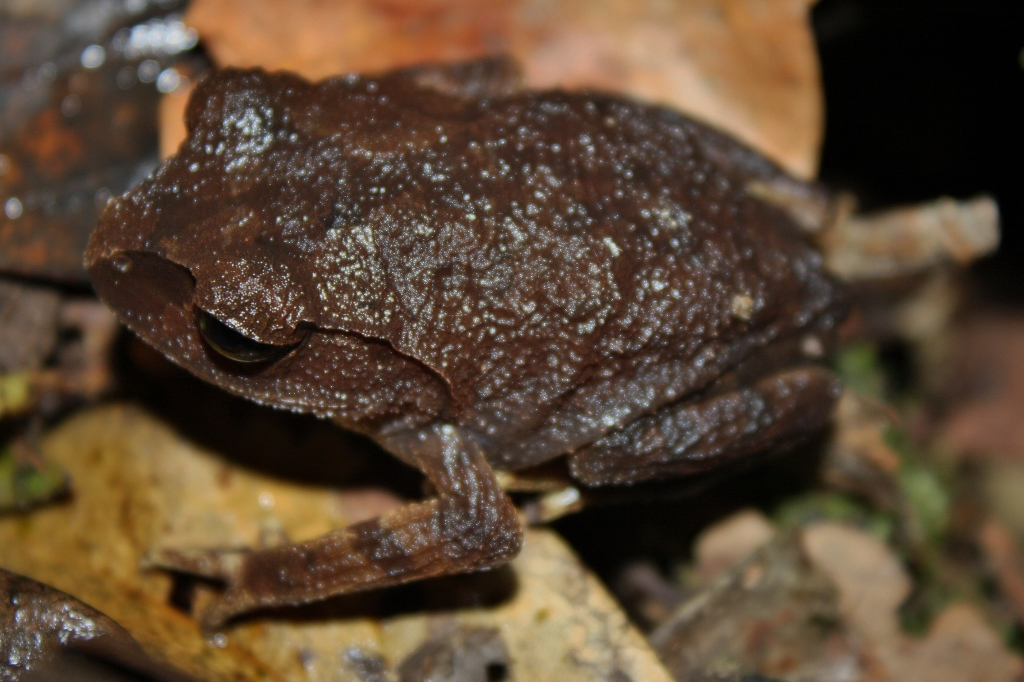
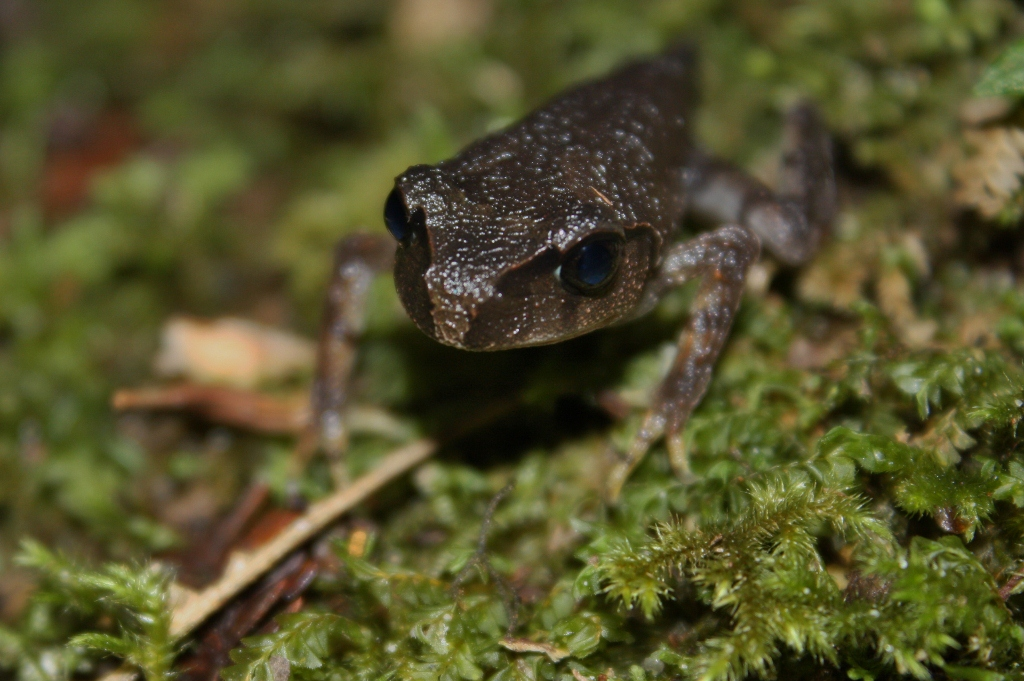
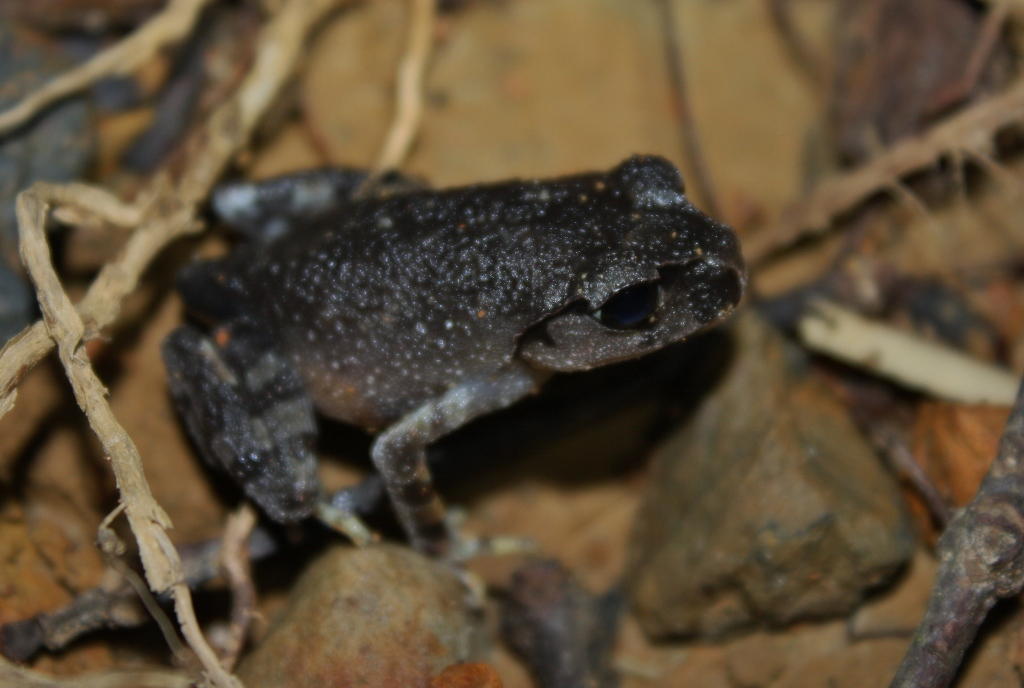